# Панкарана
Панкарана (итал. Pancarana) — коммуна в Италии, находится в регионе Ломбардия, в провинции Павия.
Население составляет 327 человек (2008), плотность населения составляет 53 чел./км². Занимает площадь 6 км². Почтовый индекс — 27050. Телефонный код — 0383.
Покровителями коммуны почитаются святые апостолы Пётр и Павел, празднование в первое воскресенье октября.

## Демография
Динамика населения:

## Администрация коммуны
- Официальный сайт: http://www.comune.pancarana.pv.it/